# Ichneumon rufoscutellatus
Ichneumon rufoscutellatus là một loài tò vò trong họ Ichneumonidae.